# Monte Galero
Il monte Galero (o monte Galè) è una montagna delle Alpi Liguri alta 1.708 m. Forma, con i vicini monte Dubasso, monte Armetta e monte della Guardia, il massiccio dell'Armetta-Galero, che si colloca, come importante nodo orografico, tra il bacino imbrifero del Neva, la valle Arroscia e l'alta val Tanaro.

## Toponimo
Il toponimo "Galero" ha origine incerta. Sui documenti più antichi è spesso riportato come "monte Gallé", nome che figura anche in alcune mappe realizzate nel XIX secolo. Si può tranquillamente scartare la versione secondo la quale il toponimo deriverebbe dal nome del copricapo ecclesiastico, visto che è ben difficile scorgere elementi di somiglianza tra il "galero" copricapo e il "Galero" montagna. Un'altra e più probabile linea etimologica fa derivare il nome "Galero" dalla parola "gal", che nelle vallate alpine brigasche e piemontesi indica sia il gallo, sia il cosiddetto "gallo forcello" o "fagiano di monte", grande uccello galliforme che nidifica su questa montagna tuttora, costituendo il suo limite sud-orientale nell'arco alpino italiano, fatto importante considerando che la specie è un residuo glaciale nell'arco alpino. Il gallo forcello nidifica in modo più consistente nelle vicine Alpi liguri. Il monte veniva anche chiamato Pra di Galè.

## Geografia

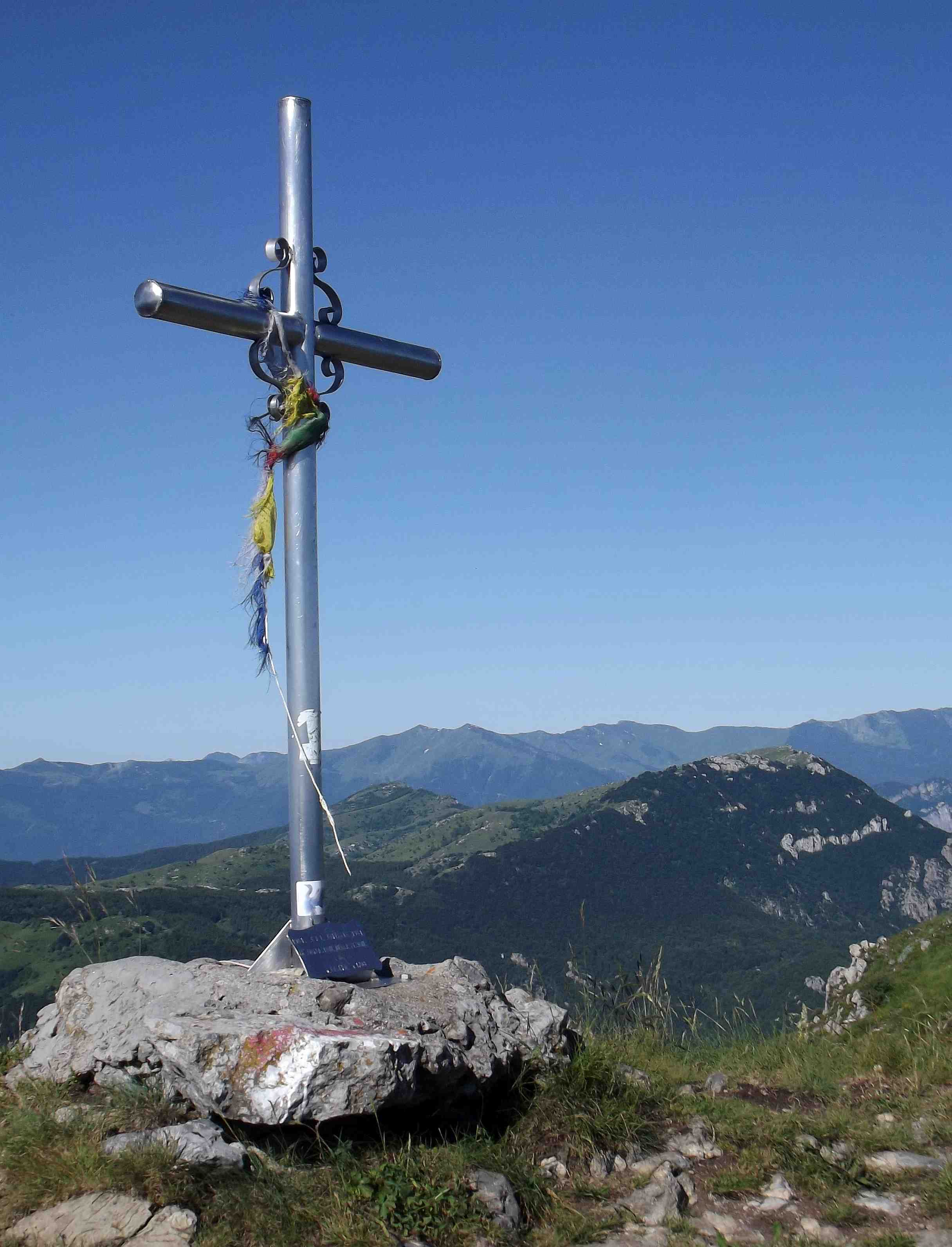
La croce di vetta, sullo sfondo a destra il monte Armetta.

Il monte Galero è collocato sulla catena principale alpina, che lo collega in direzione sud-ovest con il Monte Armetta; verso nord-est invece, tramite il Bocchino delle Meraviglie e il Monte Pennino, raggiunge il Colle San Bernardo.
La sua vetta è un punto di confine amministrativo tra le province di Savona e di Cuneo. Parte del versante nord-orientale della montagna, pur appartenendo dal punto amministrativo alla Provincia di Cuneo, fa parte del bacino imbrifero del torrente Neva, tributario del Mar Ligure.
La montagna, che ha grossomodo la forma di una piramide tronca a base triangolare, presenta due vette divise da una poco profonda insellatura (1686 m): la cima orientale è quella più elevata (1708 m) e costituisce il punto più alto della provincia di Savona; la cima occidentale (conosciuta localmente come Galerotto) raggiunge l'altitudine di 1703 m. Il monte Galero è la prima cima delle Alpi Liguri, partendo dal colle di Cadibona, a superare i 1500 m di altitudine. 
Dal Monte Galero si stacca dalla catena principale alpina, in direzione sud-est, una costiera di monti che divide tra loro le vallate di Neva e Pennavaire, costiera che dopo il Monte Alpe si esaurisce alla confluenza tra i due torrenti. In direzione opposta, verso il centro della Val Tanaro, parte invece un breve contrafforte che si esaurisce a monte di Garessio con il Bric della Penna.

## Storia
La montagna era in passato apprezzata per la sua ricchezza di prati e d'erbe medicinali.
La zona attorno al Monte Galero fu coinvolta nelle operazioni belliche collegate alle campagne d'Italia di Napoleone Bonaparte; sulla montagna (allora nota come Monte Galè) si attestarono le truppe francesi, mentre il Bric dello Schiavo e il Monte Cianea, situati dal lato opposto del Colle San Bernardo, vennero fortificati dalla coalizione austtro-piemontese.

## Geologia
Formato in prevalenza da rocce carbonatiche facilmente erodibili (flysch a elmintoidi e calcescisti), che si modellano in un profilo orografico dalle pendenze relativamente attenuate e dalle forme piuttosto arrotondate, il monte Galero è però caratterizzato anche da affioramenti di conglomerati (sempre di natura carbonatica) noti come Brecce del monte Galero, che formano vistose strutture rocciose (alte fino a 25–30 m) visibili sul versante sud-occidentale della montagna e da più modesti affioramenti di quarziti, specie sul suo versante nord-orientale.

## Flora

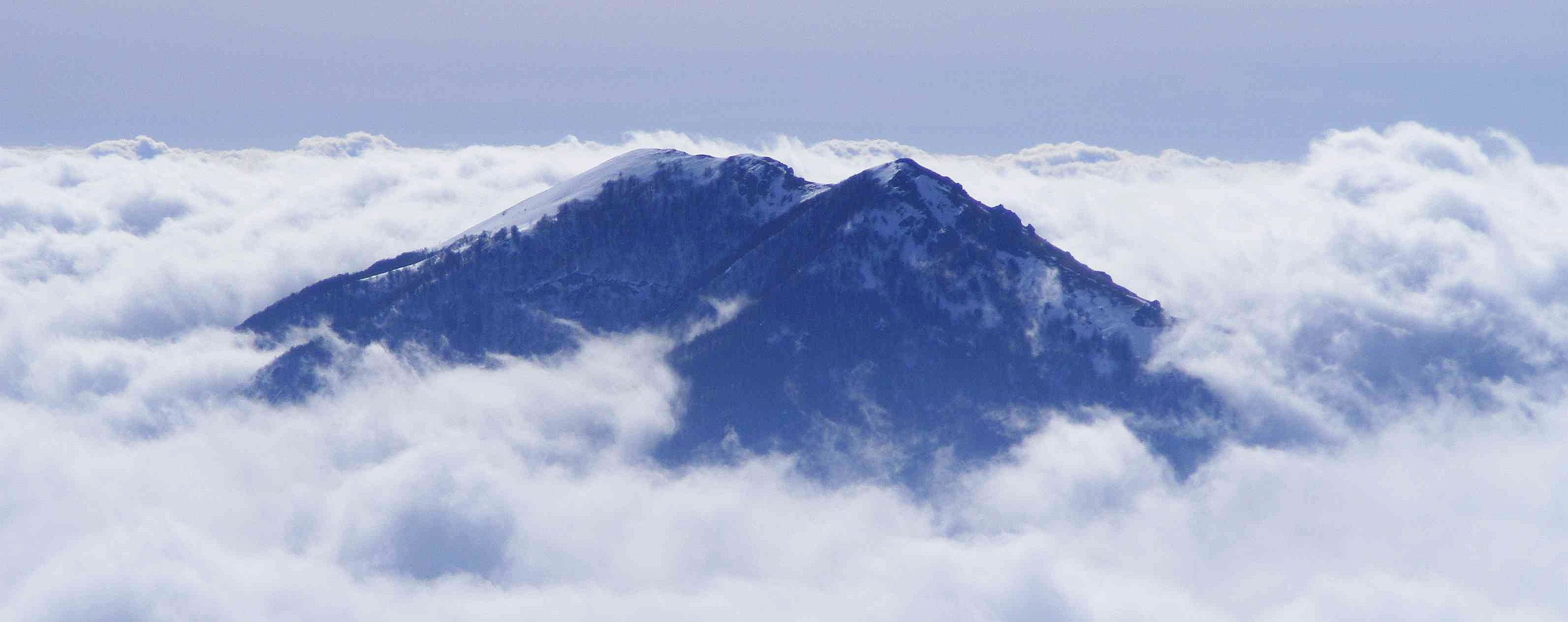
Il monte Galero d'inverno visto dal monte Berlino, sul lato opposto della val Tanaro.

Il monte Galero ospita sui suoi fianchi un'ampia area forestale, che si estende quasi ininterrottamente sul versante orientale e settentrionale della montagna, interrompendosi solo a poche decine di metri dalla vetta. Il versante meridionale e quello sud-occidentale sono invece piuttosto spogli, ricoperti a partire dai 1100–1200 m da praterie montane di pendio (a Festuca circummediterranea, Sesleria sp. e Brachypodium sp.) intervallate, laddove emergono strutture rocciose (come sul versante Sud-Ovest), da rupi e modesti accumuli detritici.
Alle quote medio basse i boschi sono formati prevalentemente da querceti decidui (a Quercus pubescens, Quercus petraea e Quercus cerris) nelle zone più asciutte e solatie, mentre negli impluvi umidi prevalgono l'ontano nero (Alnus glutinosa) e il frassino maggiore (Fraxinus excelsior), specie presente già ad altitudini medio-basse ma in grado di spingersi anche a quote elevate, sono altresì molto diffusi il frassino minore (Fraxinus ornus), che nella zona vegeta al di sotto degli 800 m e il carpino nero (Ostrya carpinifolia) diffuso fin verso i 1000 m.
Queste formazioni sono state spesso sostituite (ad esempio in alta valle Pennavaire) da castagneti domestici, che oggi tendono a divenire cedui selvatici, ma che in prossimità degli abitati vedono ancora la presenza di piante da frutto con ceppaie di dimensioni notevoli. In passato sono stati tentati anche rimboschimenti a conifere (soprattutto ad abete bianco, larice e pino nero d'Austria) che hanno dato risultati modesti sotto il profilo della resa silvicolturale.
A partire dagli 800–900 m, la specie prevalente tende a essere il faggio (Fagus sylvatica) presente sia con esemplari di alto fusto sia (soprattutto) con fustaie cedue (che però progressivamente volgeranno all'alto fusto con l'evoluzione naturale del bosco). Assieme al faggio si trovano spesso l'acero di monte (Acer pseudoplatanus), il maggiociondolo alpino (Laburnum alpinus) e il frassino maggiore, che risale dalle altitudini inferiori. Sono sporadicamente presenti anche la betulla comune (Betula alba) e l'ontano bianco (Alnus incana).
Le faggete, di tipo moderatamente termo-xerofilo alle altitudini inferiori (800–1100 m) tendono poi alle quote superiori ad assumere carattere alto-montano. Il limite superiore della faggeta coincide con l'area sommitale del massiccio (1650–1680 m): gli ultimi stentati faggi si fermano infatti appena una ventina di metri sotto la vetta del "Galerotto" (1703 m).
La vegetazione dell'area culminale vede alternarsi la prateria a lembi di arbusteto subalpino a "camedrio alpino" (Dryas octopetala). Piuttosto significative sono anche le formazioni arbustive a ontano verde (Alnus viridis) nei dintorni del colle di San Bernardo di Garessio, insolite soprattutto per via dell'altitudine modesta a cui sono ubicate (900–1200 m). Presenze autoctone sono quelle del pino silvestre e del pino uncinato, che crescono in piccoli nuclei, rispettivamente sulle pendici della montagna e in prossimità della vetta.
Il monte Galero rappresenta un importante confine geografico per molte specie a distribuzione alpina, che su questa montagna giungono all'estremo limite meridionale del loro areale. Tra queste vanno citate la Digitalis grandiflora, specie tipica delle aree montuose dell'Europa sud-orientale, che in Italia è limitata all'arco alpino; il Bulbocodium vernum ssp. vernum, una piccola bulbosa simile al colchico, ma dalla fioritura primaverile, che in Italia presenta un areale assai frammentato e limitato al settore sud-occidentale dell'arco alpino; l'Aconitum anthora, presente nelle Alpi e assente nell'Appennino.
Sono inoltre presenti alcune specie a distribuzione artico-alpina e alcune orofite boreali, come la sassifraga alpina (Saxifraga paniculata), l'astro delle Alpi (Aster alpinus), il botton d'oro (Trollius europaeus) e l'anemone a fiori di narciso (Anemone narcissiflora) che vivono sui pendii della parte culminale assieme a entità a distribuzione europeo-meridionale (montana) come la Pedicularis comosa, lo Hieracium tomentosum (endemismo delle Alpi sud-occidentali e dell'Appennino settentrionale), la genziana gialla (Gentiana lutea) e la sassifraga meridionale (Saxifraga callosa).
Molto importante anche il contingente di specie endemiche (Alpi liguri e marittime e Alpi sud-occidentali in genere): tra queste vanno citate almeno la vistosa primula impolverata (Primula marginata), l'Helianthemum lunulatum, la genziana ligure (Gentiana ligustica), il meleagride a foglie verticillate (Fritillaria involucrata), il meleagride di Moggridge (Fritillaria tubaeformis ssp. moggridgei) e l'aglio piemontese (Allium narcissiflorum), che qui giunge all'estremo orientale del suo areale (esteso dalle Prealpi di Gap alle Alpi Graie meridionali).

## Tutela naturalistica
Il versante ligure della montagna è incluso nel SIC denominato anch'esso Monte Galero.

## Accesso alla vetta
Il monte Galero è raggiungibile percorrendo l'alta via dei Monti Liguri, con partenza dal colle San Bernardo di Garessio o dal colle San Bartolomeo di Ormea.